# Kiepe

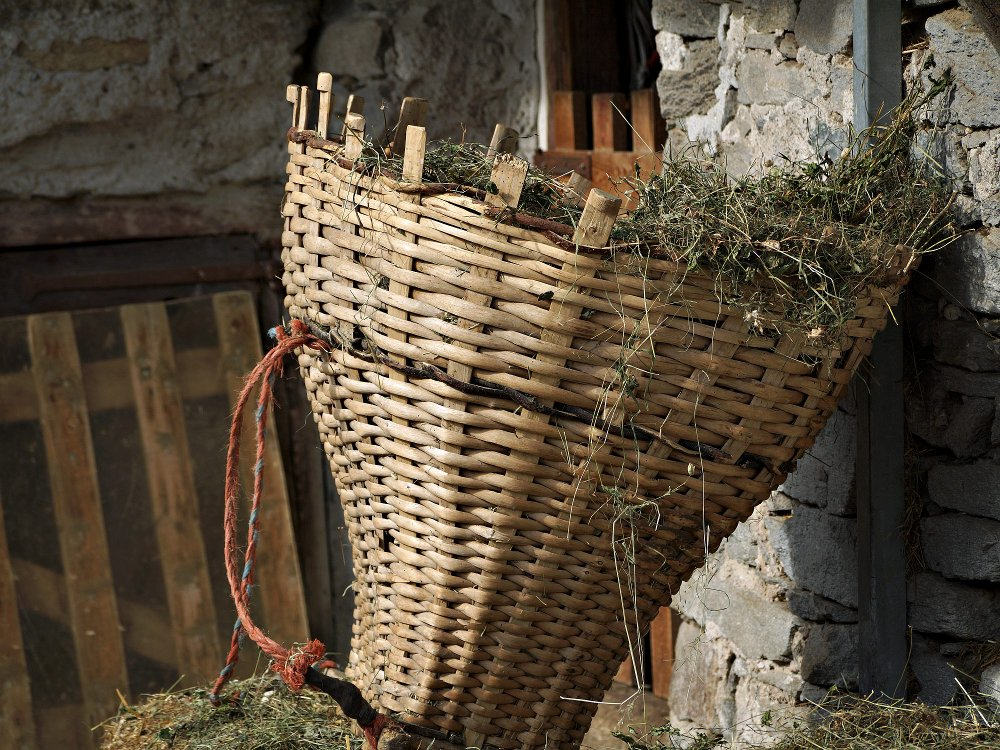
Chräze, Bergell/CH

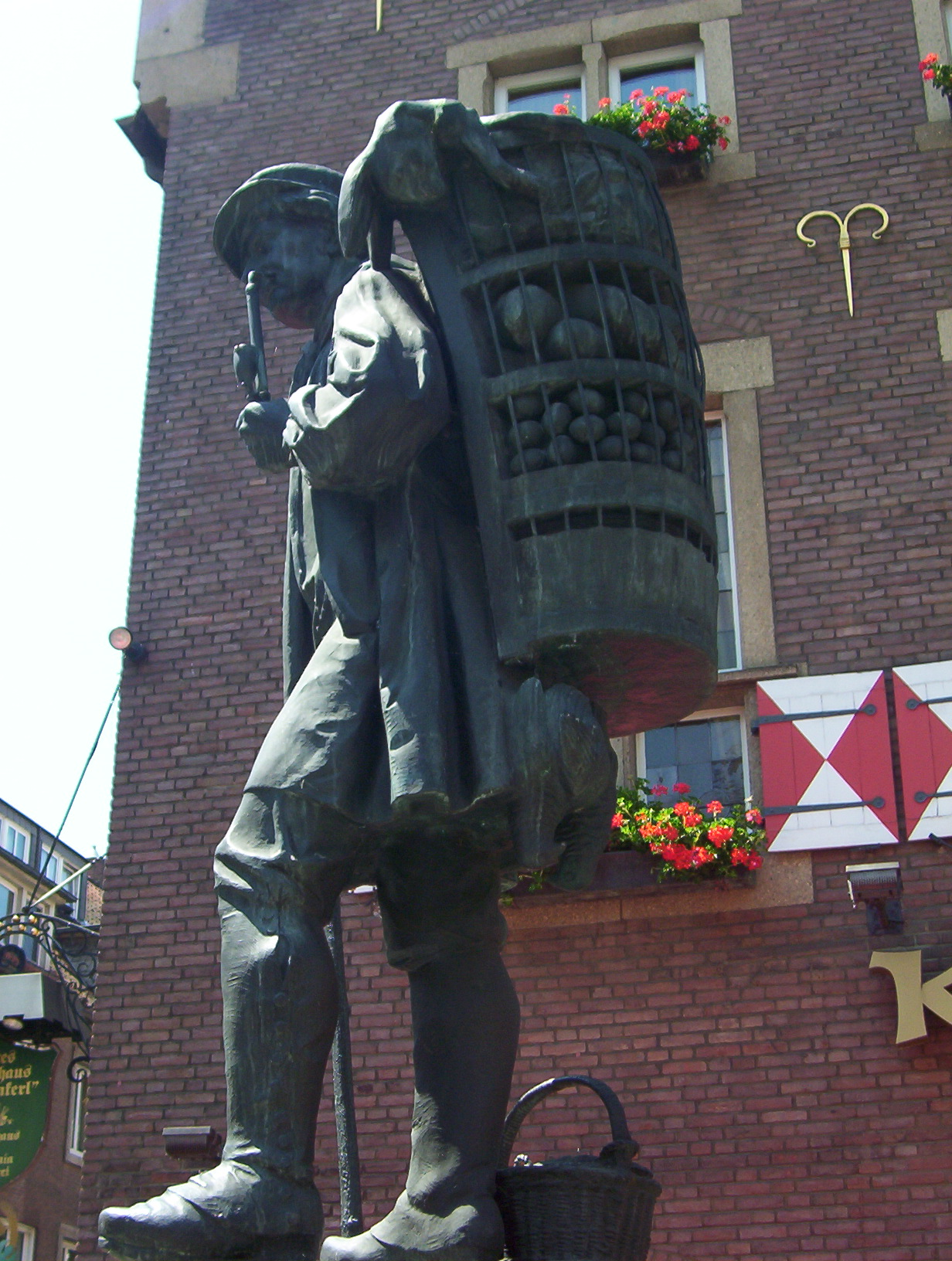
Kiepenkerl-Denkmal, Münster. Man erkennt, dass die Kiepe in verschiedenen Lagen beladen wurde.

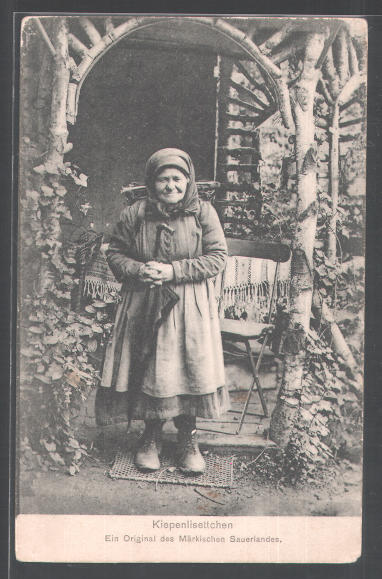
Alte Ansichtskarte: Kiepenlisettchen

Kiepe ist ein vor allem im Niederdeutschen Sprachraum gebräuchlicher Begriff für eine (Rücken-)Tragevorrichtung. Man versteht darunter im Allgemeinen einen meist aus Weidenruten oder ähnlichem Material geflochtenen Korb mit runder, D-förmiger oder quadratischer Grundfläche und Trageriemen. Der geflochtene Behälter wird auch als Hurde bezeichnet.

## Geschichte
Die Kiepe diente früher zum Transport von Hausierwaren, Heu, Holz, Kienäpfeln und anderen Stoffen oder Gegenständen. Bei der Weinlese von Hand finden heute meist Bütten (Zuber) aus Zink oder Kunststoff Verwendung. Ansonsten ist die Kiepe nicht mehr gebräuchlich und wird nur noch selten hergestellt und genutzt. Alternativ werden auch Rückentragen (Kraxen) und Wanderrucksäcke verwendet.
Aus der Zeit ihrer Nutzung finden sich mancherorts Kiepenbänke, die zum Abstützen der Kiepe bei einer Rast des Trägers dienten. Im Gegensatz zu einer Sitzbank befindet sich die Bankfläche dabei auf über einem Meter Höhe, um die Kiepe bequem aufstellen zu können.

## Formen
Besitzt die Kiepe nur Henkel, kann sie von einer oder zwei Personen getragen werden. Ist die Kiepe mit Tragegurten ausgestattet, wird sie auf dem Rücken getragen.

## Varianten
In Teilen des Rheinlands heißt sie Hotte. Das Bairische verwendet als Begriff Kürbe, Kirm (wohl aus dem Lateinischen cumera - Korb) oder Kraxe (Rückentrageeinrichtung meist ohne Korb), das Fränkische Kerm. Die Korbmacher, die Kürben und andere Korbwaren herstellen, werden deshalb in Bayern Kürbenzäuner genannt. In der Schweiz wird die Kiepe Chräze, Hutte, Chrenze Ruckratä, Schifälä oder Tanse genannt.

## Brauchtum
Den Wanderhändler mit Kiepe nennt man Kiepenkerl. In Münster in Westfalen ist das Kiepenkerldenkmal ein Wahrzeichen der Stadt.

## Umgangssprachliche Bedeutung
Hauptsächlich im westfälischen Sprachraum wird der (meist männliche) Bauch als Kiepe bezeichnet; in der Schwangerschaft auch der weibliche.
Ebenso kann mit Kiepe auch ein Wäschekorb bezeichnet werden, ein durch Industrieplaste gefertigtes Aufbewahrungsobjekt. Zur Verdeutlichung wird solch eine Kiepe redundant auch Plastikkiepe genannt. Speziell bei der Plastikkiepe ist die rechteckige Grundform (Boden) häufig durch ein Rautenmuster geprägt.